# جامعة أندرياس بلو الكاثوليكية
جامعة أندرياس بلُّو الكاثوليكية (بالإنجليزية: Andrés Bello Catholic University) هي جامعة خاصة، وممتلكات ثقافية، تأسست في 1952، في فنزويلا.